# ووشوو
ووشوو (به لاتین: Łosiów) یک روستا در لهستان است که در گمینا لوین بژسکی واقع شده‌است. ووشوو ۱٬۶۰۰ نفر جمعیت دارد.